# Wai (città)
Wai è una città dell'India di 31.090 abitanti, situata nel distretto di Satara, nello stato federato del Maharashtra. In base al numero di abitanti la città rientra nella classe III (da 20.000 a 49.999 persone).

## Geografia fisica
La città è situata a 17° 55' 60 N e 73° 54' 0 E e ha un'altitudine di 717 m s.l.m..

## Società

### Evoluzione demografica
Al censimento del 2001 la popolazione di Wai assommava a 31.090 persone, delle quali 15.889 maschi e 15.201 femmine. I bambini di età inferiore o uguale ai sei anni assommavano a 3.421, dei quali 1.884 maschi e 1.537 femmine. Infine, coloro che erano in grado di saper almeno leggere e scrivere erano 23.975, dei quali 12.946 maschi e 11.029 femmine.